# Yuri Ózerov
Yuri Víktorovich Ózerov, (nacido el 9 de julio de 1928 en Moscú, Rusia y muerto el 25 de febrero de 2004) fue un jugador soviético de baloncesto. Consiguió 5 medallas en competiciones internacionales con la Unión Soviética. 